# Van Axel

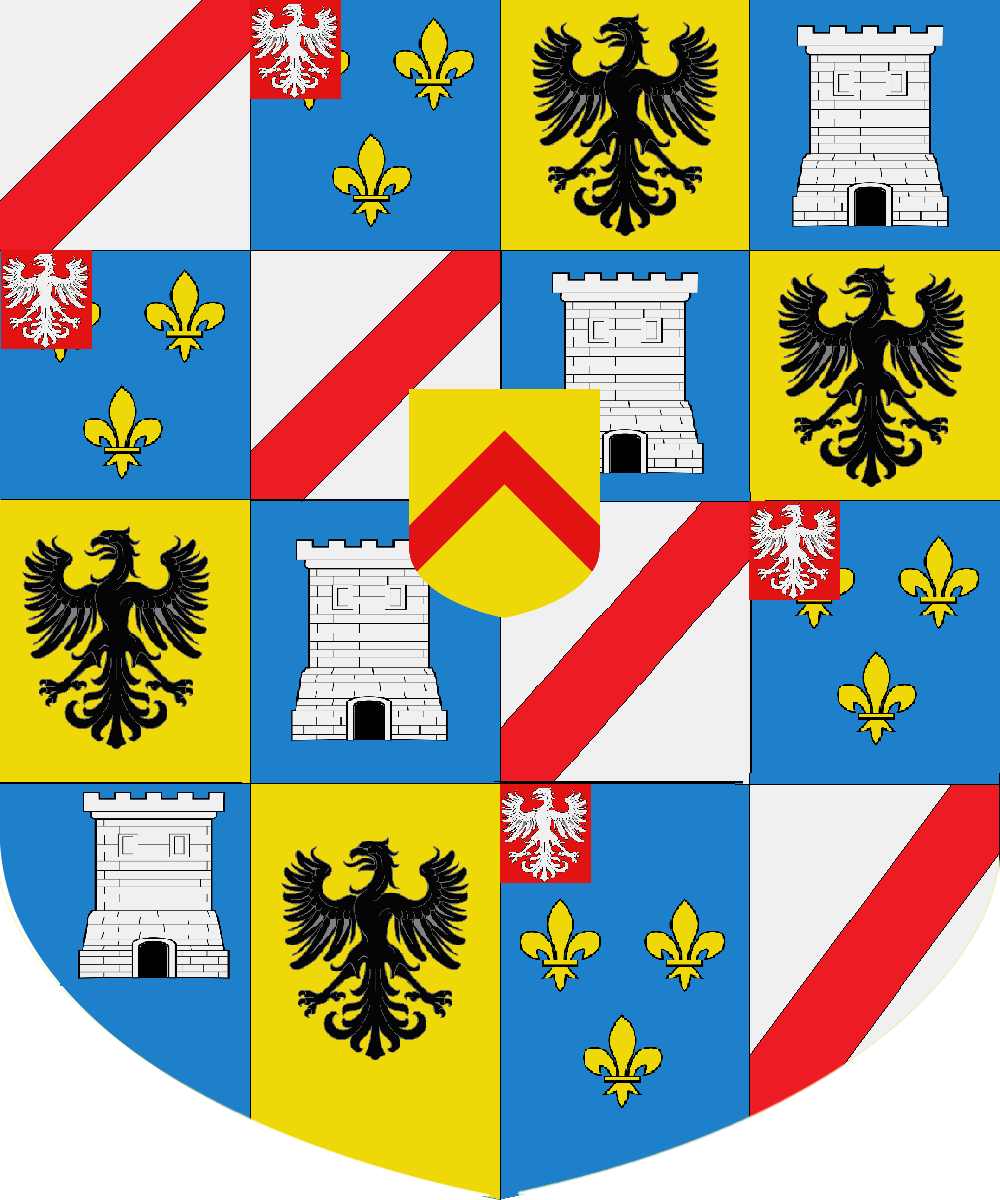
Stemma Van Axel Castelli

I Van Axel (talvolta anche Vanaxel; successivamente divenuti Van Axel Castelli) furono una famiglia aristocratica fiamminga, ascritta al patriziato veneziano e annoverata fra le cosiddette Case fatte per soldo.

## Storia
I Van Axel furono un'antica famiglia d'origine fiamminga, proveniente da Malines.
Questo casato, insignito del titolo nobiliare fin dal secolo XII, partecipò attivamente alla fervente vita politica, culturale e religiosa delle Fiandre, arricchendosi con la pratica della mercatura. Nel XV secolo, Giusto Adolfo Van Axel si trasferì stabilmente a Venezia, seguendo le proprie attività commerciali. Due secoli dopo, i suoi discendenti sostennero finanziariamente le lotte della Repubblica contro l'Impero ottomano durante la guerra di Candia, guadagnandosi in tal modo l'ascrizione al patriziato e l'accesso al Maggior Consiglio (1665).
Dopo la caduta della Serenissima, con Sovrana Risoluzione, il ramo dei Van Axel Castelli fu ascritto alla nobiltà dell'Impero austriaco (1º dicembre 1817) e successivamente investito del titolo comitale (4 marzo 1820). I Van Axel Castelli sono tuttora presenti in Italia.

## Luoghi e architetture
- Palazzo Soranzo Van Axel, a Cannaregio;
- Villa Nervo Bachis Van Axel, a Onè di Fonte;
- Villa Loredan Van Axel, a Montebelluna;
- Villa Van Axel, a Mirano.
- Villa Van Axel, a Altivole.